# Гранд Риверс (Кентаки)
Гранд Риверс (енгл. Grand Rivers) град је у америчкој савезној држави Кентаки.

## Демографија
По попису из 2010. године број становника је 382, што је 39 (11,4%) становника више него 2000. године.
| Група             | 2000.       | 2010.       |
| Белци             | 333 (97,1%) | 364 (95,3%) |
| Афроамериканци    | 0 (0,0%)    | 1 (0,3%)    |
| Азијати           | 0 (0,0%)    | 0 (0,0%)    |
| Хиспаноамериканци | 4 (1,2%)    | 11 (2,9%)   |
| Укупно            | 343         | 382         |